# Emmy
Emmy eller Emmie  är ett engelskt smeknamn för Emilia. Namnet har funnits i Sverige sedan början av 1800-talet.
Den 31 december 2014 fanns det totalt 8 211 kvinnor folkbokförda i Sverige med namnet Emmy eller Emmie, varav 5 357 bar det som tilltalsnamn.
Namnsdag: I Sverige 23 juli tillsammans med Emma. Emmy fanns även på detta datum 1986–2000, men utgick 2001. 2015 kom namnet återigen in i kalendern. I den finlandssvenska namnsdagslängden har Emmy namnsdag 19 maj sedan 2020.

## Personer med namnet Emmy eller Emmie

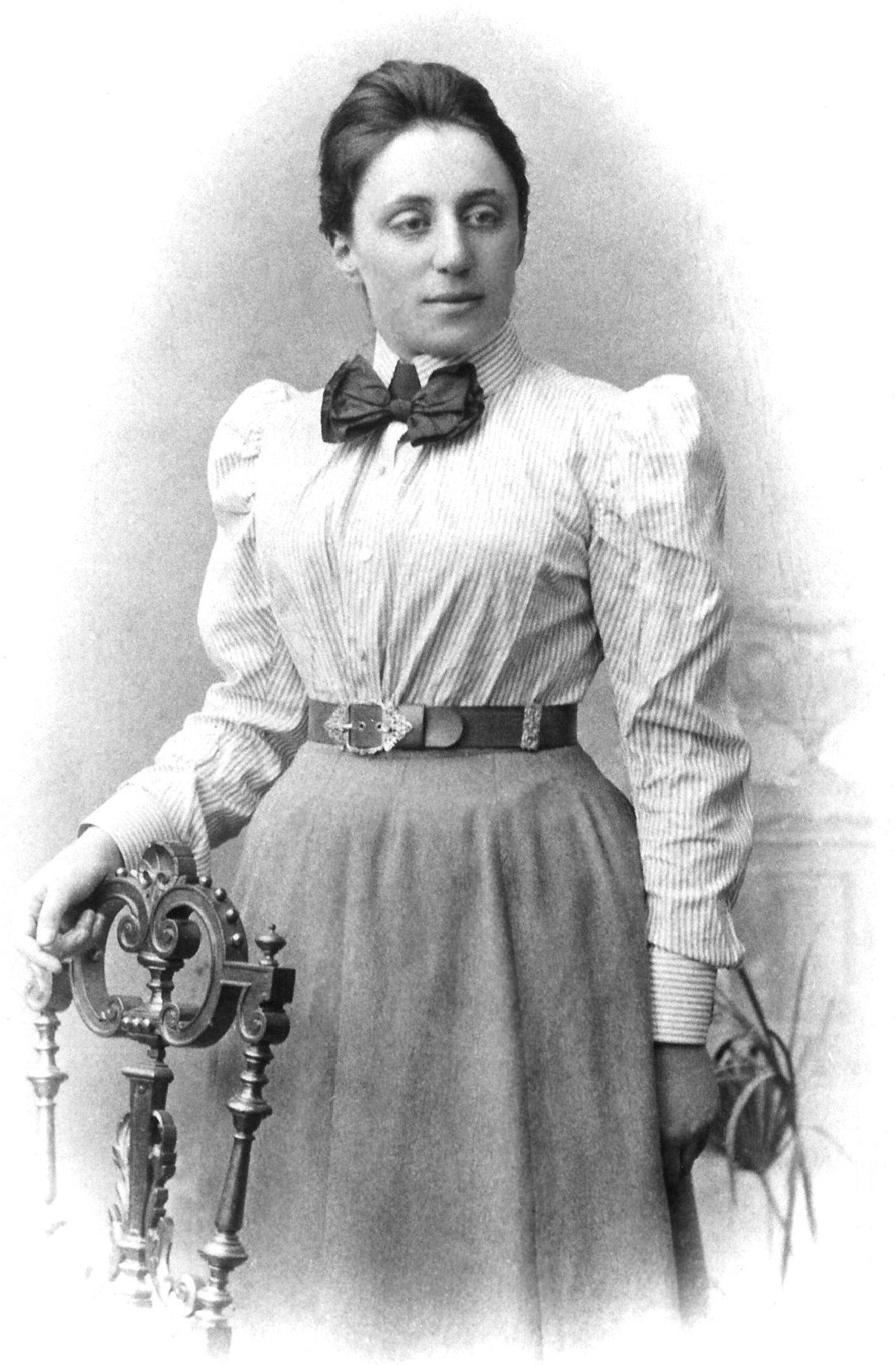
Emmy Noether

- Emmy, (född 1980), svensk artist, Johanna Stribrant
- Emmy (Emma Bedzjanjan), armenisk sångerska
- Emmy (Elsina Hidersha), albansk sångerska
- Emmy Abrahamson, svensk författare
- Emmy Achté, finsk sångerska
- Emmy Alasalmi, svensk ishockeyspelare
- Emmy Albiin, svensk skådespelerska
- Emmy Destinn, böhmisk operasångerska
- Emmy Drachmann, dansk författare
- Emmy Freundlich, österrikisk politiker
- Emmy Göring, tysk skådespelerska
- Emmy Kristine Guttulsrud Kristiansen (född 2000), norsk sångare
- Emmy Köhler, svensk kompositör och författare
- Emmy Noether, tysk matematiker
- Emmy Rappe, svensk sjuksköterska (Sveriges första utbildade sjuksköterska)
- Emmy Rasper, svensk journalist och radioprogramledare
- Emmy Rossum, amerikansk skådespelerska och sångerska
- Emmy Worm-Müller, norsk skådespelerska